# NBCUniversal
NBCUniversal je americká mediální společnost, dříve známá pod názvem Vivendi Universal Entertainment. Po krachu mateřské Vivendi Universal byl vytvořen společný podnik s NBC. Koncern je jednou z vedoucích světových mediálních a zábavních společností, které se mají za svůj cíl vývoj, výrobu a marketing zábavy, novinek a informací pro globální publikum. Od roku 2013 vlastní celou NBCUniversal konglomerát Comcast.
Součástí koncernu je i filmové studio Universal Studios.